# Капитан (Риу-Гранди-ду-Сул)
Капитан (порт. Capitão) — муниципалитет в Бразилии. входит в штат Риу-Гранди-ду-Сул. Составная часть мезорегиона Восточно-центральная часть штата Риу-Гранди-ду-Сул. Входит в экономико-статистический микрорегион Лажеаду-Эстрела, который входит в Восточно-центральная часть штата Риу-Гранди-ду-Сул. Население составляет 2833 человека на 2006 год. Занимает площадь 74,619 км². Плотность населения — 38,0 чел./км².

## История
Город основан 20 марта 1992 года.

## Статистика
- Валовой внутренний продукт на 2003 составляет 44 847 892,00 реала (данные: Бразильский институт географии и статистики).
- Валовой внутренний продукт на душу населения на 2003 составляет 16 549,04 реала (данные: Бразильский институт географии и статистики).
- Индекс развития человеческого потенциала на 2000 составляет 0,788 (данные: Программа развития ООН).